# Альдо Пой
Альдо Пой (ісп. Aldo Poy, нар. 14 вересня 1945, Росаріо) — аргентинський футболіст, що грав на позиції нападника. 
Протягом усієї кар'єри за клуб «Росаріо Сентраль», у складі якого вважається однією з найбільших зірок в історії клубу, а також національну збірну Аргентини, з якою був учасником чемпіонату світу.

## Клубна кар'єра
Альдо Пой народився в місті Росаріо, в районі Арройто, за декілька кварталів від центрального стадіону Росаріо. У 1962 році, у віці 17 років, він потрапив до структури «Росаріо Сентраль» і почав грати за резервну команду в четвертому дивізіоні. У 1965 році він дебютував у Першому дивізіоні.

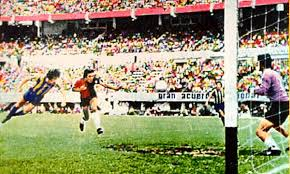
Альдо Пой (крайній ліворуч) забиває свій легендарний гол «Паломіта». 19 грудня 1971 року.

На початку Пой не був стабільно основним гравцем і мав покинути клуб в 1969 році, перейшовши в «Атлетіко Лос Андес» (який грав на той час у Прімері). Керівники клубу з Буенос-Айреса поїхали шукати його додому, але футболіст зробив вигляд, що його там немає. Коли вони пішли, Альдо залишив свій будинок і знайшов друга батька, який жив на островах річки Парана перед містом Росаріо. Він сів на човен і направився на острови, де провів цілу ніч на ранчо друга свого батька, щоб уникнути переходу. Наступного дня він повернувся до міста і поїхав до Буенос-Айреса з усім складом своєї команди, оскільки його клуб мав там грати. Того ж дня Пой і Віктор Веско (президент «Росаріо Сентраль» на той час) зустрілися з президентом «Лос-Андес», і через відмову Альдо трансфер було скасовано.
У 1971 році Пой виграв чемпіонат Аргентини разом з «Росаріо Сентраль». Під час півфіналу проти «Ньюеллз Олд Бойз» Пой забив свій знаменитий гол «Паломіта», пробивши по м'ячу головою, знаходячись у горизонтальному положенні і не торкаючись трави. Цей гол, забитий у одному з найпринциповіших аргентинських дербі, «Класіко Росаріно», став легендарним і досі щорічно 19 грудня відзначається вболівальниками клубу. Крім того, група вболівальників клубу намагалася зареєструвати гол в Книзі рекордів Гіннеса як «найвідоміший гол в історії футболу», втім він так і не був туди включений. Через два роки Пой здобув свій другий титул чемпіона, вигравши Насьйональ 1973 року.
У грудні 1974 року у матчі відбору до Кубка Лібертадорес проти «Ньюеллза» Пой у зіткненні з Маріо Санабрією отримав травму лівого коліна, через яку змушений був пережити операцію. Після одужання Пой знову повернувся грати у футбол, але йому довелося оперуватися знову, тому він вирішив закінчити свою професійну кар'єру у віці лише 29 років. Пой загалом за свій єдиний клуб у кар'єрі провів 292 матчі у чемпіонаті, забивши 61 гол. Він також провів 16 матчів у Кубку Лібертадорес з 3 забитими голами.

## Виступи за збірну

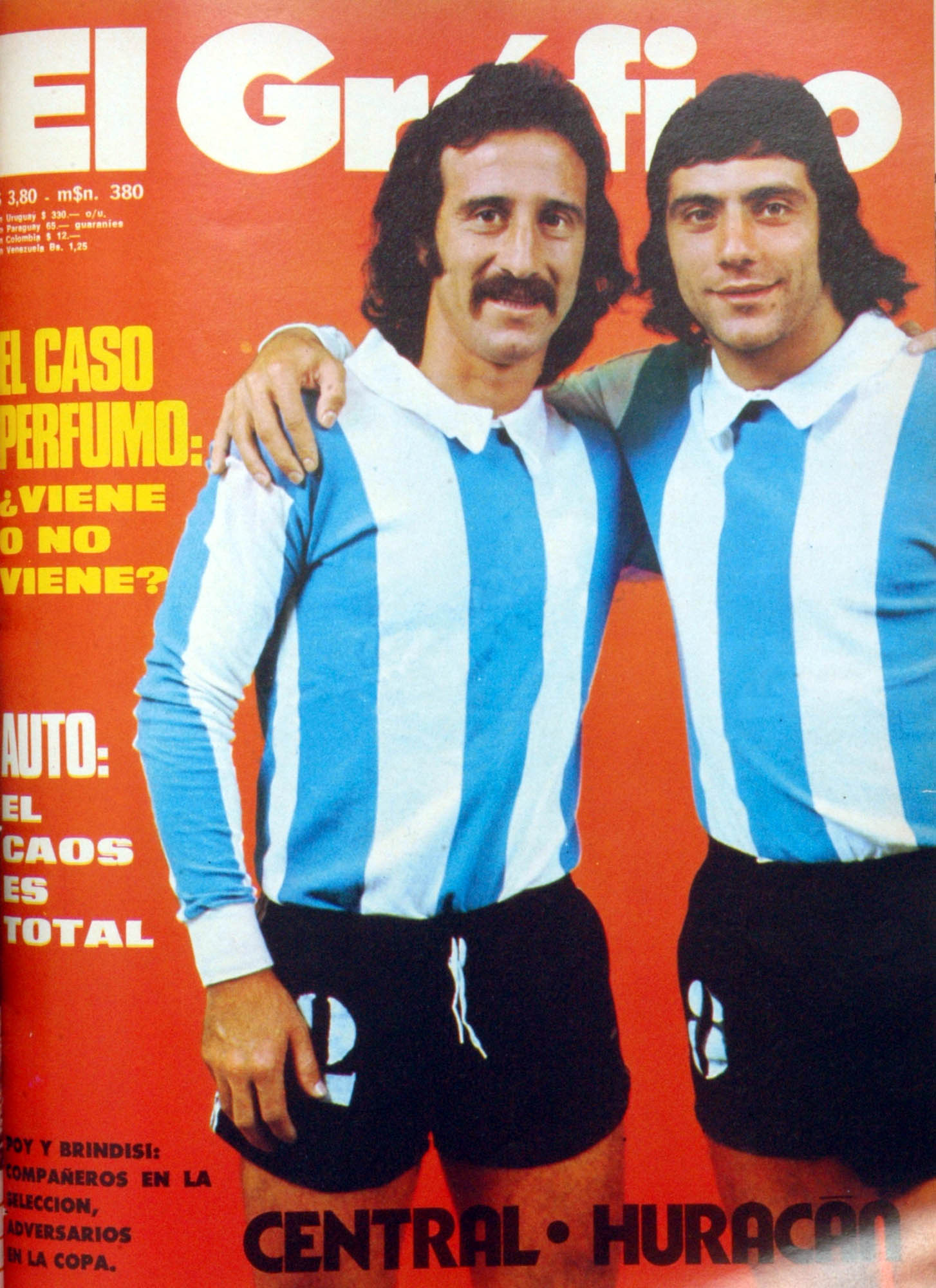
Пой (ліворуч) та Мігель Бріндісі у складі збірної Аргентини. 1974 рік.

23 вересня 1973 року дебютував в офіційних матчах у складі національної збірної Аргентини в матчі відбору на чемпіонат світу 1974 року проти Болівії (1:0). 26 травня 1974 року Альдо зіграв свій другий і останній матч за збірну, вийшовши на поле в товариській грі з Нідерландами в Амстердамі, яка закінчилась поразкою з рахунком 1:4: Влітку того ж року його викликали на чемпіонат світу 1974 року у ФРН, проте жодної гри на турнірі він не зіграв.

## Досягнення
- Чемпіон Аргентини (2): Насьйональ 1971, Насьйональ 1973

## Особисте життя
Його син Мауро також був професіональним футболістом.